# Franciszek Baytel
Franciszek Baytel (ur. ok. 1866, zm. ?) – warszawski przemysłowiec i filantrop pierwszego trzydziestolecia XX wieku, właściciel największej wtedy wytwórni luster w Polsce.

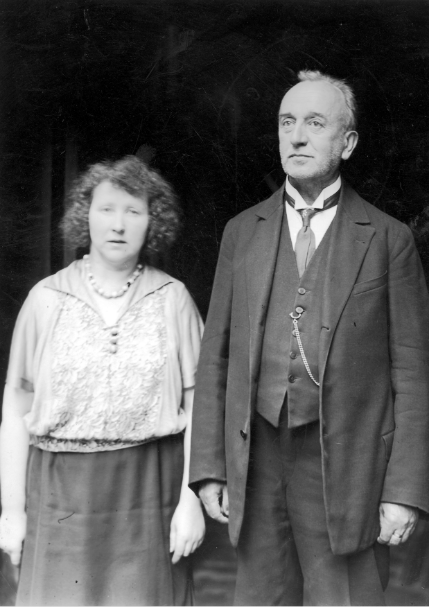
Franciszek Baytel z żoną (1932)

## Życiorys
Był synem Alexego Baytla (kupiec i mistrz szklarski, zm. w 1888) i Berty z domu Kecher (zm. w 1923), która – jak napisał „Kurier Warszawski” – była wyłącznym natchnieniem wszystkich poczynań i działalności filantropijnej Franciszka Baytla.
Przed I wojną światową, od września 1908 roku główny sklep Baytla mieścił się w kamienicy przy ul. Nowy Świat 27. Z czasem jego przedsiębiorstwo rozrosło się do 18 składów, będąc w latach 20. największą wytwórnią luster w Polsce.
Podczas wojny oraz w okresie powojennej inflancji przekazywał miliony marek na cele filantropijne, dobroczynne i społeczne, organizacje filantropijne. Przekazywał pieniądze na rzecz ubogich, inwalidów, żołnierzy, na rozwój szkolnictwa, ale także m.in.: ofiarował 100 000 mk marek] na cech szklarzy i 10 000 mk na rzecz czeladzi, a następnie zaokrąglił składki na insygnia uniwersyteckie do 10 000 mk. Przekazał 500 tysięcy marek na budowę domu techników we Lwowie (w tym przekazał szyby do wszystkich okien tego budynku o wartości 250 000 mk).
Przyczynił się do nabycia kamienicy Pod Murzynkiem na rzecz warszawskiego Towarzystwa Literatów i Dziennikarzy przekazując na ten cel pożyczkę bezprocentową w kwocie 1 mln marek, któró następnie zamienił na darowiznę (jak bowiem mawiał: „dłużnik wesoło bierze, ale smutno oddaje”).
W 1922 został odznaczony przez papieża Piusa XI orderem Pro Ecclesia et Pontifice.
Tomasz Piskorski tak pisał o Franciszku Baytlu 17 lipca 1921 roku po wysłuchaniu jego odczytu „O szczęściu” w Pałacu Lodowym przy Nowym Świecie: 

Otóż pan Baytel jest rzemieślnikiem warszawskim, właścicielem fabryki luster i szyb. Przez całe swe życie nie wyróżniał się z pomiędzy mieszkańców naszej stolicy. Dopiero podczas wojny, gdy nawiasem mówiąc, wskutek przychylnych koniunktur dla jego zawodu, cena produkowanych w jego fabryce przedmiotów niebywale wzrosła, a co za tem idzie, dochody zaczęły dosięgać większych rozmiarów, człowiek ten zaczął składać ofiary na cele dobroczynne i społeczne. Ofiary te dochodziły coraz sum większych, przyczem, o ile z początku były jedynie kronikarsko zaznaczane w odpowiednich rubrykach pism („Kurjer Warszawski”, „Gazeta Poranna 2 grosze”), o tyle z biegiem czasu, były one zaznaczane, zazwyczaj w dziale ogłoszeń płatnych, dużemi literami drukowane, wśród różnych sentencji i morałów. Ponieważ zwykle obok takiego ogłoszenia znajdowało się i ogłoszenie poświęcone jedynie reklamie swej fabryki, więc ogół opinji brał to pierwsze ogłoszenie za reklamę dla drugiego, uważając podobne załatwianie sprawy za niewłaściwą, co najmniej niesmaczną reklamę. Inni uważali Baytla wprost za człowieka niespełna rozumu, nazywając go warjatem. Tymczasem ofiary dosięgały coraz większych sum, a jednocześnie z tym w ogłoszeniach, o typie wspomnianym, coraz więcej spotykało się patosu patriotycznego i humanitarnego. Wreszcie przed kilkoma miesiącami ukazały się w prasie zawiadomienia, w których p. B. podaje do wiadomości, iż zamyka swą fabrykę i więcej nie będzie umieszczał informacji o swojej ofiarności. Ale jakież było zdumienie uważnych czytelników gazet, gdy po paru miesiącach znów spotkali się z tym nazwiskiem, wprawdzie w innej roli, a mianowicie na stanowisku prelegenta. Odczytów takich, urządzanych dla młodzieży, było już kilka. Udałem się właśnie na wypowiadany pod tym tytułem szósty raz. Godzinna prelekcja jego, jak sam na wstępie zaznaczył, była prawdziwą mozajką, była ona bowiem, również jego słowa (choć może przesadzone) i odczytem naukowym i kazaniem i nawet kabaretem. Tak, momenty poważne, a nierzadko dowcipy – wszystko to razem robiło wrażenie dość chaotyczne, gdyż nie zawsze należycie były powiązane odpowiednie punkty. Sam wykład nie dał nic oryginalnego, gdyż była to manipulacja, zbiór aforyzmów, sentencji i wyjątków z dzieł różnych pisarzy i uczonych polskich i cudzoziemskich. (Podobny charakter odczytu, aczkolwiek nie świadczy o głębokości prelegenta, mówi jednak o jego oczytaniu). Jeśli chodzi o formę zewnętrzną, to p. B. mówi z patosem, dość pewnie siebie, ale, co podkreślam, z przejęciem, t.zn., że widać, iż w to, co mówi, sam wierzy.  Odczyt był rozpoczęty krótkim przemówieniem ku czci Francji, poczem wygłosił p. B wiersz swego pióra, również zwrócony do Francji. Po tym uroczystym początku orkiestra grała hymny narodowe obu państw. Podczas przerwy – grała melodje swojskie. Ludzi było kilkaset. Dochód na inwalidów...

W 1921 roku w satyrycznym czasopiśmie „Mucha” opublikowano wiersz poświęcony Franciszkowi Baytlowi pt. „Szlachetny dziwak”:

Szlachetny dziwak: Baytel Franciszek ma miano,
(Niechaj tacy dziwacy rodzą się co rano!)
Syn Polski, obywatel i rozdawca hojny,
Pięć miljonów na cele rozdał czasu wojny,
Przytem co za herezje jeszcze w druku szerzy:
„Com wziął od społeczeństwa, oddać mu należy.
Gołym był, gdym zaczynał życiowe mozoły,
Dziś na schyłku żywota znowu jestem goły!”
Doprawdy, to człowieka może do łez śmieszyć,
Że goły jest na starość, ma się z czego cieszyć!
Warjat, warjat, naprawdę! Posłać go do Tworek!
Czyż człek o zdrowym mózgu oddałby swój worek?
Mądry rzuci co nieco, żeby być w porządku,
Ale nigdy nie odda całego majątku,
Jest dość w Polsce bogaczy, są kutwy i sknery,
Taki Jakób Potocki, Branicki Ksawery.
Liczykrupy obrzydłe, dusigrosze wstrętni.
Do dawania na cele społeczne niechętni.
O to nie są dziwacy! Sto djabłów zjeść musi,
Kto z nich na cel publiczny feniga wydusi.
Hrabiowie (targowicki tytuł, pełen chwały),
Zagranicę wywieźli swoje kapitały
I siedząc dziś na workach, strzegąc swego żłobu,
Myślą, że złoto z sobą zabiorą do grobu.
O wy, możni panowie, napęczniali pychą,
Jakże jest wobec Baytla wasza godność lichą!
Wy, choć macie tytuły, lecz serca, jak głazy,
On bez tytułu więcej wart od was sto razy!
On, gdy po długiem życiu, ku mogile skręci,
Imię jego kraj w wdzięcznej zachowa pamięci,
Po was pies nie zapłacze, gdy legniecie w grobie,
Kraj rzeknie: „Żyli sobie i umarli sobie.”
Poza działalnością biznesową i filantropijną Baytel zajmował się amatorsko poezją (wydawał nakładem własnym tomiki swoich wierszy), pisał książki oraz jako prelegent prowadził na szeroką skalę odczyty na różne tematy ogólne. Ponadto prezentował wiele nowych inicjatyw, np. zorganizowania w Warszawie w 1912 roku wystawy światowej. Jego popularne odczyty odbywały się w wielu miastach Polski, choć głównie w Warszawie, wygłaszał prelekcje m.in. na tematy:
- Higiena i zdrowie
- O szczęściu (do 1922 roku wykładał 25-krotnie w Warszawie, czasem posługując się tytułem „prof.”)
- Ile lat ma Ziemia

Wydał też książkę Higiena i zdrowie. O własnościach leczniczych promieni słonecznych (Gebethner i Wolff, Warszawa 1910).
Wielka wytwórnia luster Baytla nie przetrwała wielkiego kryzysu. Został zlicytowany i wyeksmitowany przez wierzycieli z 15 składów towaru oraz wyeksmitowany z 5-pokojowego mieszkania. Po bankructwie firmy w swej dawnej wozowni przy ul. Nowy Świat 27 usiłował odtworzyć swój dawny biznes pod nazwą „Pierwsza chrześcijańska fabryka luster kryształowych i hurtowy skład szkła okiennego”, próbując produkować lustra w małym zakresie, jednocześnie zamieszkując wraz z żoną nieopodal jako sublokatorzy pod numerem 30 ww. ulicy. Nowe przedsięwzięcie nie powiodło się z  uwagi na dalsze nękanie ze strony wierzycieli i narastające kłopoty finansowe. 5 lutego 1931 zgłosił się w urzędzie śledczym policji w Warszawie, nazywając siebie przestępcą i przyznając, że od trzech dni błąka się po ulicach z zamiarem popełnienia samobójstwa, od czego odwiodły go uczucia religijne i przywiązanie do żony, po czym poprosił o umieszczenie w więzieniu. Na jego życzenie został osadzony w celi aresztu, po czym decyzją prokuratora i sędziego śledczego zwolniony 10 lutego 1931. Prowadzono na jego rzecz zbiórkę publiczną. Dalsze jego losy są nieznane.